# Gordaliza del Pino
Gordaliza del Pino – gmina w Hiszpanii, w prowincji León, w Kastylii i León, o powierzchni 27,32 km². W 2011 roku gmina liczyła 283 mieszkańców.